# Liu Yuxiang
Liu Yuxiang, född den 11 oktober 1975 i Hengshan, Kina, är en kinesisk judoutövare.
Hon tog OS-brons i damernas halv lättvikt i samband med de olympiska judotävlingarna 2000 i Sydney.